# 8.8 cm Raketenwerfer 43
8,8 cm Raketenwerfer 43 (tiếng Đức: "Puppchen" nghĩa là "búp bê") là pháo cỡ 88 mm dùng lựu chống tăng phát triển bởi Đức Quốc xã trong Thế chiến II.
Nó đã được sử dụng bởi bộ binh để tăng cường khả năng chống tăng của họ. Vũ khí được đặt trên hai bánh xe nhỏ và bắn lựu, loại lựu RPzB. Gr. 4312 dùng bộ gõ mồi,được đẩy bằng tên lửa, có vây ổn định ở đuôi và có ngòi nổ hình lõm.Lựu đạn có một cái đuôi ngắn hơn 490 mm (19 in) so với cái đuôi dài 650 mm (26 in) cho lựu đạn điện tử RPzB. Gr. 4322 cho Panzerschreck. Cả hai lựu đạn đều sử dụng đầu đạn giống và gỗ mồi giống hệt nhau.
Khoảng 3 000 đơn vị đã được trang bị loại vũ khí này vào năm 1943-1945. Nó đã được trang bị với số lượng nhỏ hơn nhiều so với Panzerschreck, được dựa trên Bazooka của Mỹ, hay Panzerfaust-là loại súng dùng một lần bắn lựu chống tăng không giật. Điều này một phần là bởi vì nó có một ống rỗng đơn giản với một thiết bị đánh lửa là tất cả cần thiết để khởi động các quả lựu pháo 88 mm, chứ không phải là pháo binh thu nhỏ với khả năng di chuyển. Do vận chuyển và điểm ngắm tốt hơn, độ chính xác là tốt hơn, và phạm vi lớn hơn gấp đôi so với Panzerschreck. Tuy nhiên, Raketenwerfer 43 đắt hơn, nặng hơn và có thời gian sản xuất lâu hơn Panzerschreck hoặc Panzerfaust.